# Suleimânia (província)
Suleimânia (em árabe: السليمانية; romaniz.: as-Sulaymānīyah; em curdo: Silêmanî) é uma das 19 províncias do Iraque, sendo uma das 4 que compõem a Região Autônoma do Curdistão.
Possui 20 000 quilômetros quadrados e, segundo censo de 2018, tem 2 053 000 habitantes, em sua grande maioria curdos. Sua capital fica em Suleimânia.